# Phyllis Christine Cast
Phyllis Christine Cast (auch P. C. Cast; * 1960 in Watseka, Illinois) ist eine US-amerikanische Autorin  von Romanzen und Fantasy-Büchern. Sie ist auch bekannt für die  House of Night-Serie, welche sie mit ihrer Tochter Kristin Cast schreibt, aber auch für ihre eigenen Buchserien Goddess Summoning und Partholon.

## Karriere
P.C. Casts erstes Buch, Goddess by Mistake, wurde ursprünglich 2001 veröffentlicht und gewann ebenso wie ihre folgenden Bücher eine Vielzahl von Preisen.  Im Jahre 2005 begannen sie und ihre Tochter zusammen an der House-of-Night-Serie zu schreiben. Durch die  Popularität von Vampir-Literatur (Stephenie Meyers Bis(s)-Reihe) stieg der Erfolg der Cast-Bücher, und im März 2009 stieg das fünfte Buch der Serie Gejagt, auf Platz 1  der Bestseller-Liste der USA Today und The Wall Street Journal ein.
Laut P. C. Cast stammt das Konzept für die House-of-Night-Romane von ihrem Agenten, der das Thema "Vampire Internat" vorschlug. Das Buch spielt in einer alternativen Version von Tulsa, Oklahoma bewohnt von sowohl Menschen als auch "Vampyren" (alternative Schreibweise seitens Cast). Die Protagonistin, Zoey Redbird, wird im Alter von 16 "gezeichnet" und zieht als "Jungvampyr" in das "House of Night", um sich ihrer Verwandlung zu unterziehen. Im November 2008, berichtete Variety, dass der Produzent Michael Birnbaum und Jeremiah S. Chechik die Filmrechte an der House-of-Night-Serie erlangt haben.

## Persönliches
Cast lebt in Tulsa, wo sie Hochschulenglisch unterrichtet und wo ihre Tochter Studentin an der University of Tulsa ist. Sie war dreimal verheiratet und geschieden. Sie hat nach eigenen Angaben eine Beziehung mit Seoras Wallace, einem schottischen Historiker und Clanoberhaupt des Wallace-Clan, den sie bei Recherchen für ihren Roman The Avenger kennenlernte.

## Werke
| Goddess-Summoning-Serie - Goddess of the Sea, Berkley, 2003 (ISBN 0-425-19279-2) - Goddess of Spring, Berkley, 2004 (ISBN 0-425-19749-2) - Goddess of Light, Berkley, 2005 (ISBN 0-425-20196-1) - Goddess of the Rose, Berkley, 2006 (ISBN 0-425-20891-5) - Goddess of Love, Berkley, 2007 (ISBN 978-0-425-21528-9) - Warrior Rising, Berkley, 2008 (ISBN 978-0-425-22137-2) - Goddess of Legend, Berkeley, 2010 (ISBN 978-0-425-22816-6) Divine-Serie - Divine by Mistake, 2006 (ISBN 0-373-80247-1) - Divine by Choice, 2006 (ISBN 0-373-80251-X) - Divine by Blood, 2007 (ISBN 978-0-373-80291-3) - Divine Beginnings, 2009 (nur als E-Book) Time-Raiders-Serie - The Avenger, 2009 (ISBN 978-0-373-28596-9) | Partholon-Serie - Elphame's Choice, 2004 (ISBN 0-373-80213-7) - Ausersehen, 2011 (deutsch) - Brighid's Quest, 2005 (ISBN 0-373-80242-0) - Verbannt, 2011 (deutsch) - Gekrönt, 2012 (deutsch) - Erhört, 2012 (deutsch) - Beseelt, 2012 (deutsch) - Verrat der Finsternis House-of-Night-Serie - Gezeichnet, St Martin's, 2009 (ISBN 978-3-596-86003-6) - Betrogen, St Martin's, 2010 (ISBN 978-3-8414-2002-2) - Erwählt, St. Martin's, 2010 (ISBN 978-3-8414-2003-9) - Ungezähmt, St. Martin's, 2010 (ISBN 978-3-8414-2004-6) - Gejagt, St. Martin's, 2011 (ISBN 3-8414-2005-2) - Versucht, St. Martin's, 2011 (ISBN 3-8414-2006-0) - Verbrannt, St. Martin's, 2011 (ISBN 3-8414-2007-9) - Geweckt, St. Martin's, 2011 (ISBN 978-3-8414-2008-4) - Bestimmt, St. Martin's, 2012 (ISBN 3-8414-2009-5) - Verloren, St. Martin's, 2012 (ISBN 3-8414-2217-9) - Entfesselt, Fischer Verlag, 2013 (ISBN 978-3-8414-2220-0) - Erlöst, Fischer Verlag, 2014 (ISBN 978-3-8414-2222-4) Bearbeitet von P.C. Cast - Immortal: Love Stories With Bite, BenBella Books, 2010 (ISBN 978-1-933771-92-2) |

Eine HOUSE-of-NIGHT-Story:
Dragon´s Schwur (23. Februar 2012)
Lenobia´s Versprechen (23. August 2012)
Nyx - House of Night (Das Begleitbuch) (April 2012)
Neferet´s Fluch (23. Februar 2013)